# Edison Electric Institute
L'Edison Electric Institute est une association qui représente toutes les entreprises américaines du secteur de l'électricité détenues par des investisseurs.
Ses membres fournissent de l'électricité à 220 millions d'Américains, et exercent leurs activités dans les 50 États américains ainsi que dans le District de Columbia. Ils emploient directement plus d'un million de travailleurs.
L'EEI compte 70 entreprises internationales membres affiliées, et 250 fournisseurs de l'industrie ou organisations apparentées inscrits en tant que membres associés.

## Adhésion
Les membres de l'Edison Electric Institute sont des entreprises de services publics appartenant à des investisseurs, ce qui signifie qu'il s'agit d'entreprises privées, qui fournissent de l'électricité aux entreprises et aux consommateurs.
Ses membres les plus importants sont les suivants:
- Alliant Energy
- American Electric Power
- Berkshire Hathaway Énergie
- CenterPoint Energy
- CMS Energy (Consumers Energy)
- Consolidated Edison
- Duke Energy
- Entergy Corporation
- FirstEnergy
- Pacific Gas and Electric Company
- Southern Company
- Xcel Energy

## Prises de positions

### Lobbying contre les panneaux solaires chez l'habitant
Entre 2011 et 2017, les installations de panneaux solaires en toiture ont connu une forte progression. En 2017, cette croissance s'est fortement atténuée. La saturation de certains marchés, comme en Californie, et les problèmes financiers de certains fabricants de panneaux solaires, ont été parmi les principaux facteurs du déclin de cette croissance. Mais, selon le New York Times, « ce déclin a aussi coïncidé avec des actions concertées et financées par certains lobbies de l'industrie traditionnelle [de production d'électricité], qui ont été menées dans les capitales de chacun des États, afin d'éviter que les États ne versent des aides aux propriétaires désirant mettre en place des installations des panneaux solaires ». L'EEI a joué un rôle central dans la campagne politique américaine visant à réduire les aides aux énergies renouvelables. Cette campagne a été fructueuse, puisque plusieurs aides à l'installation de panneaux solaires ont été annulées aux niveaux étatiques.
L'entreprise indique ne pas être opposée, sur le fond, à l'utilisation d'énergie solaire. Toutefois, elle fait valoir que leur installation crée une injustice entre les propriétaires qui peuvent se payer des panneaux solaires, et ceux qui n'en ont pas les moyens.

### Véhicules électriques
Le 8 juin 2015, le secrétaire d'État américain à l'énergie Ernest Moniz et l'Edison Electric Institute ont signé un accord portant sur les véhicules électriques. L'accord marque le début d'une collaboration entre le gouvernement et l'EEI en vue de favoriser le développement des véhicules électriques, et de permettre que dès 2022, ces derniers soient rendus aussi abordables et fréquents que les véhicules possédant un moteur thermique en l'an 2012. Le programme coïncide avec la popularité grandissante des véhicules électriques, dont l'augmentation des ventes atteint 128% entre 2012 et 2014.
L'EEI lance dans la foulée un programme appelé Employee PEV Engagement Initiative. Le but de ce programme est d'« améliorer l'arrivée du véhicule électrique, et plus particulièrement sur le lieu du travail », selon le département de l'Énergie. Cette même entité déclare par la voix de Kate Brandt, responsable fédéral du développement durable au White House Council on Environmental Quality, que « l'industrie électrique de la nation permet au département de l'Énergie de bénéficier de l'expérience et de la grandeur de cette industrie, qui est réellement en train de tirer le marché du véhicule électrique vers le haut ».

## Fondation
L'Edison Electric Institute gère une fondation, appelée Edison Electric Institute for Electric Innovation, qui est une organisation caritative 501 (c)(3). Les activités principales de la fondation sont la recherche, l'organisation de conférences, l'octroi de subventions et la communication avec des tiers et des organisations externes. Les trois principaux objectifs de la fondation sont d'informer le public sur la manière dont l'énergie électrique est produite, fournie et utilisée. Elle vise à rendre l'environnement propre et sûr, et à améliorer la qualité de vie de tous. La structure de gouvernance de la fondation est un conseil d'administration composé de PDGs du secteur de l'électricité.